# Coalició electoral
Coalició electoral és una agrupació de partits polítics diferents amb l'objectiu de presentar una candidatura única en un procés electoral, bé sigui en tot el territori de la regió, nació o àrea política, bé en zones determinades. Les coalicions electorals van més enllà que els "preacords electorals", ja que amb la unió oficial de diverses formacions pretenen obtenir un millor resultat per una doble via: en primer lloc, mostrant a l'electorat la capacitat d'agrupar entorn d'un candidat o programa comú, els diferents parers; segon, adquirint avantatges dels sistemes electorals (majoritaris o proporcionals) al temps de l'adjudicació d'escons o altres llocs a escollir. Es pretén aconseguir així que els vots dirigits a grups minoritaris que, per separat, no podrien obtenir representació política, se sumen a uns altres.
El règim jurídic de les coalicions electorals varia segons els països. En la majoria, en el període anterior al procés electoral, se'ls exigeix, per poder concórrer a la convocatòria amb candidatura pròpia, el lliurament, per part de les diferents direccions dels partits polítics, dels acords pels quals formalitzen la unió i s'inscriuen en un registre creat a aquest efecte davant l'òrgan de l'administració pública designat o l'òrgan electoral judicial. En aquest document ha de constar a més el nom de la coalició, el símbol i les sigles, els grups polítics que la integren i les eleccions a les quals pretenen concórrer.
Segons les diferents legislacions, les limitacions per a la creació de coalicions electorals varien. En uns països s'exigeix que el partit polític que s'integri en la coalició no pugui concórrer a la mateixa convocatòria amb les seves pròpies sigles, encara en circumscripcions o districtes electorals on la coalició no es presenti.

## Coalicions electorals dels Països Catalans

### Actuals
- Acord Ciutadà
- Candidatura d'Unitat Popular - Crida Constituent
- Coalició Compromís
- En Comú Podem
- L'Esquerra pel Dret a Decidir
- Esquerra Republicana de Catalunya - Catalunya Sí
- Iniciativa per Catalunya Verds - Esquerra Unida i Alternativa
- Junts per Catalunya
- Més per Mallorca
- Solidaritat Catalana per la Independència

### Històriques
- Candidatura d'Unitat Popular - Alternativa d'Esquerres (2012-2015)
- Convergència i Unió (1978-2015)
- Bloc per Mallorca (2006-2011)
- Bloc-Iniciativa-Verds
- Catalunya Sí que es Pot
- Coalició Alianza Popular-Partido Demócrata Popular-Unión Liberal-Unió Valenciana
- Coalició Esquerra Unida del País Valencià-Unitat del Poble Valencià
- Coalició d'Organitzacions Progressistes de Formentera
- Compromís pel País Valencià
- Des de baix
- Esquerra Unida - L'Entesa
- Junts pel Sí
- Pacte Progressista de les Pitiüses
- Partit del Socialistes de Catalunya - Ciutadans pel Canvi (1999-2010)
- Progressistes per les Illes Balears
- Unitat per les Illes (2008)